# Big History
Ne doit pas être confondu avec Histoire globale.
La Big History (ou la Grande Histoire) est un courant historiographique qui étudie l'histoire depuis le Big Bang, survenu il y a 13,8 milliards d'années, jusqu'à nos jours.

## Description

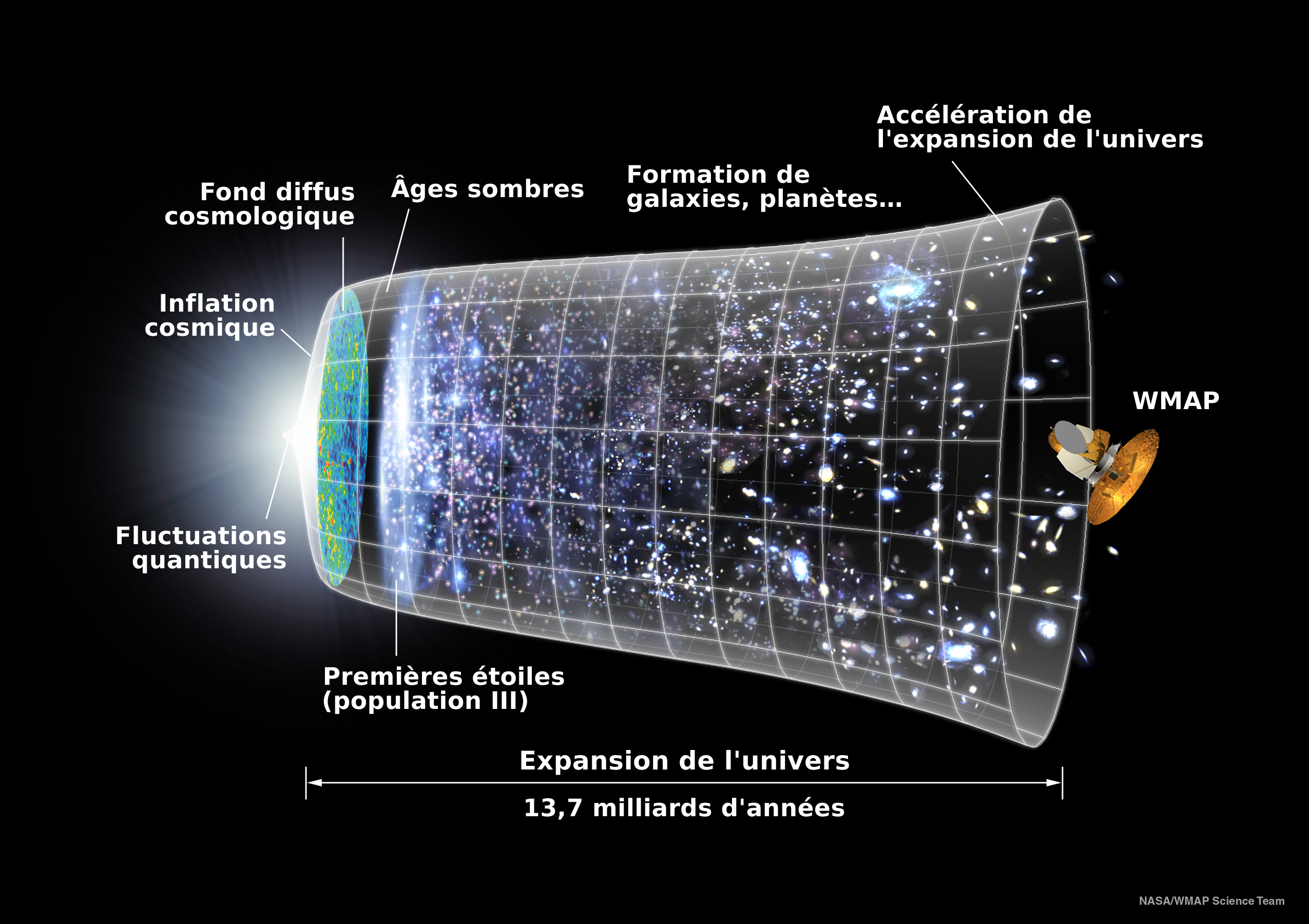
Un diagramme de la NASA montrant l'histoire et chronologie de l'Univers depuis le Big Bang

La Grande Histoire examine de longues périodes de l'Histoire via une approche multidisciplinaire. 
En croisant les sciences naturelles et les sciences humaines, elle cherche à construire un récit global, fondé sur la connaissance scientifique, qui permette de situer l’humanité dans une histoire beaucoup plus vaste.  
Englobant l'histoire de l'Univers, de la Terre, de la vie et enfin l'histoire de l'humanité, la Grande Histoire met en lumière les transformations majeures qui ont permis l’émergence de la complexité, jusqu’à l’Anthropocène, moment où l’activité humaine devient une force géologique à part entière. Elle ambitionne ainsi de fournir un cadre commun, utile pour comprendre les enjeux écologiques, sociaux et techniques contemporains. 

## Quelques historiens de la Grande Histoire
L'historien américain David Christian, professeur à l'université Macquarie de Sydney (Australie), est l'un des initiateurs de courant hisoriographique. En 2011, il confonde le Big History Project (en) avec l'entrepreneur et philanthrope américain Bill Gates.
On trouve cependant un exemple précoce de l'approche de la Grande Histoire dans le discours We choose to go to the Moon du président américain John Fitzgerald Kennedy, à la Rice University en 1962, dans lequel il explique 50 000 ans d'histoire humaine condensés en un demi-siècle.
Certains historiens privilégient un point de vue spécifique ; ainsi l'historienne américaine Cat Bohannon suit la lente évolution du corps des femmes.